# Franz Hallenbach
Franz Hallenbach (* 22. Februar 1909 in Elberfeld; † 4. Februar 1966 in Hannover) war ein deutscher Geophysiker.
Hallenbach studierte ab 1927 Mathematik in Köln, Göttingen und Bonn und wurde 1933 bei Felix Hausdorff promoviert (Zur Theorie der Limitierungsverfahren von Doppelfolgen). Ab 1936 war er bei der Preußischen Geologischen Landesanstalt, wo er sich mit Geoelektrik für Prospektion und Hydrogeologie befasste. Ab 1950 war er am Niedersächsischen Landesamt für Bodenforschung, wo er die Geophysik leitete.
Er war zeitweise Leiter der geowissenschaftlichen Gemeinschaftsaufgaben der Länder und hatte einen Lehrauftrag an der Universität Bonn.

## Schriften
- mit H. Reich (Hrsg.): Taschenbuch der Angewandten Geophysik, Akademische Verlagsgesellschaft, Leipzig 1943
- Die Durchlässigkeit poröser Gesteine und ihre Bestimmung, Öl und Kohle, Band 39, H. 7, 1943, S. 7–20.
- Geo-electrical problems of the hydrogeology of West German Areas, Geophys. Prospect., 1,  Leiden 1953
- Die Anwendung geoelektrischer Methoden in der Hydrogeologie, Z. Dt. Geol. Ges., Band 106, 1954, S. 538–567.
- Geophysik und Wassersuche, Z. Dt. Geol. Ges., Band 106, 1954, S. 183–202